# Helma Fries
Helma Fries (* 1945 als Gerhard Fries) ist eine deutsche Schauspielerin und Autorin.

## Leben
Helma Fries spielt sowohl Frauen- als auch Männerrollen, in Filmen tritt sie auch unter ihrem Geburtsnamen Gerhard Fries auf. Seit 2002 trägt sie offiziell den Namen Helma Fries.
Fries studierte Theologie, Philosophie und Kunst bei Hans-Georg Geyer, Hans Wagner und Joseph Beuys. Nach dem Staatsexamen folgte eine Schauspielausbildung bei Dominic de Fazio. Anschließend hatte sie Schauspielengagements am Freien Theater Oberhausen, bei der Theatermanufaktur Berlin (hier zum Beispiel unter Otto Zonschitz) und am Staatstheater Kassel.
Seit 1981 ist Fries in der Berliner Compagnie tätig, deren Mitbegründerin sie auch ist. Hier spielte sie in allen Produktionen, ist zusammen mit Elke Schuster künstlerische Leiterin und darüber hinaus verantwortlich für die Stücktexte wie für die Print-Grafik. 2009 erhielt die Berliner Compagnie den nationalen Aachener Friedenspreis.
Fries ist auch in Filmproduktionen zu sehen. Eine durchgehende Rolle hatte sie unter anderem als ordnungsliebender Hausmeister des Bundestages in der Kinderserie Politibongo, in welcher Außerirdische im Bundestag landen.

## Filmografie
- 1982: Zukunft Arbeit (Fernsehfilm)
- 1983: Alles was Recht ist (Fernsehfilm)
- 1984: Forbidden
- 1984: Die Stadt
- 1986: Die Nervensäge
- 1987: Spuren
- 1987: Judgement in Berlin
- 1987: Zerbrochene Spiegel
- 1987: Komplizinnen (Fernsehfilm)
- 1988: Schluckauf
- 1988: Der Freie Fall der Martha
- 1989: Überall wo du nicht...
- 1989: Der wiedergefundene Freund
- 1990: Drei Damen vom Grill (Fernsehserie, 1 Folge)
- 1991: Die Terroristen
- 1993: Das Hans im Glück Programm
- 1995: Havelkaiser
- 1996: Quandt
- 1997: L’Amour, L’Argent, L’Amour
- 1997: Aktualität und Schönheit
- 1998: Warten ist der Tod
- 1998: Im Namen des Gesetzes
- 2000: Anja & Anton (Fernsehserie, 1 Folge)
- 2000: Sushi-Connection
- 2002–2004: Politibongo (Fernsehserie, 13 Folgen)
- 2006: SOKO Wismar (Fernsehserie, 1 Folge)
- 2006: Was am Ende zählt
- 2007: Der Schuster
- 2008: Cool fahren
- 2008: Wallow
- 2010: 1000 Könige
- 2014: Das spielende Kind

## Diskographie
- Theatermanufaktur: Murieta von Otto Zonschitz nach Pablo Murieta, Berlin o. J.

## Theaterproduktionen
- siehe Berliner Compagnie#Produktionen